# سعدان عنكبوتي بني الرأس
سعدان عنكبوتي بني الرأس (الاسم العلمي: Ateles fusciceps) هو نوع من الحيوانات يتبع جنس سعدان عنكبوتي من فصيلة السعادين عنكبوتية.